# Edward Kitsis
Edward Lawrence Kitsis (escrito também como Eddy Kitsis) é um escritor americano e produtor televisivo, que ficou famoso ao incorporar a equipe de escritores de Lost. Muitos dos episódios foram co-escritos com Adam Horowitz.

## Trabalhos
- Dead of Summer (2016)
- Once Upon a Time (2011)
- Tron: Legacy (2010)
- Lost (2005-2007)
  - Born to Run
  - Everybody Hates Hugo
  - Fire + Water
  - Dave
  - Three Minutes
  - Every Man for Himself
  - Tricia Tanaka is Dead
  - Exposé
  - D.O.C.
  - Greatest Hits
  - The Economist
  - Ji Yeon
  - Something Nice Back Home
- Confessions of American Bride (2005)
- One Tree Hill (2004)
- Life As We Know It (2004)
- Birds of Prey (2002)
- Popular (2000)
- Felicity (1998)